# Job Knoester
Job Knoester (Den Haag, 1968) is een Nederlands advocaat. Hij geniet vooral bekendheid als vaste gast in Vandaag Inside op SBS6. 
Knoester begon in 1996 als advocaat en specialiseerde zich in zeden- en geweldszaken. In 2002 werd hij partner en mede-eigenaar van een gerenommeerd advocatenkantoor in Den Haag. In 2015 startte Knoester een nieuw  strafrecht- en TBS-kantoor. Hij staat veel TBS-patiënten bij. Met grote regelmaat schuift hij aan bij het tv-programma Vandaag Inside, waar hij meepraat over allerlei onderwerpen. In eerste instantie zat hij er als bargast om over de rechtspraak te praten. Later werd hij tafelgast. In 2025 stond hij centraal in een aflevering van De Kist, waarin hij onder meer vertelde over de dood van zijn zoontje.
Samen met advocaat Christiaan Kwint maakt hij de podcast Knoester & Kwint waarin ze ingaan op TBS-zaken.